# Miguel Ángel Sancho
Miguel Ángel Sancho Rubio (Valencia, 24 aprile 1990) è un altista spagnolo.

## Palmarès
| Anno | Manifestazione             | Sede           | Evento        | Risultato | Prestazione | Note |
| ---- | -------------------------- | -------------- | ------------- | --------- | ----------- | ---- |
| 2007 | Mondiali allievi           | Ostrava        | Salto in alto | 4º        | 2,16 m      |      |
| 2008 | Mondiali juniores          | Bydgoszcz      | Salto in alto | Bronzo    | 2,21 m      |      |
| 2009 | Europei indoor             | Torino         | Salto in alto | 19º (q)   | 2,22 m      |      |
| 2009 | Europei juniores           | Novi Sad       | Salto in alto | 11º       | 2,07 m      |      |
| 2011 | Europei under 23           | Ostrava        | Salto in alto | Bronzo    | 2,21 m      |      |
| 2011 | Universiadi                | Shenzen        | Salto in alto | 16º (q)   | 2,15 m      |      |
| 2012 | Europei                    | Helsinki       | Salto in alto | 15º (q)   | 2,19 m      |      |
| 2013 | Universiadi                | Kazan'         | Salto in alto | 11º       | 2,15 m      |      |
| 2015 | Europei indoor             | Praga          | Salto in alto | 25º (q)   | 2,14 m      |      |
| 2016 | Campionati ibero-americani | Rio de Janeiro | Salto in alto | Bronzo    | 2,23 m      |      |
| 2016 | Europei                    | Amsterdam      | Salto in alto | Finale    | nm          |      |
| 2017 | Europei indoor             | Belgrado       | Salto in alto | nm        | nm          |      |

## Altre competizioni internazionali
2019
- Oro agli Europei a squadre ( Bydgoszcz), salto in alto - 2,26 m